# Insurgente (novela)
Insurgent es la segunda novela de la Trilogía Divergente, de la autora del New York Times Veronica Roth y secuela de Divergent. Publicada el 1 de mayo de 2012, en esta entrega relata otra trepidante historia repleta de giros inesperados, desengaños, amor y profundas reflexiones sobre la naturaleza humana.

## Trama
Una sola elección puede transformarte... o destruirte. Sin embargo, toda elección tiene sus consecuencias, así que, cuando los disturbios se extienden por las facciones, Tris Prior debe seguir intentando salvar a sus seres queridos (y a sí misma) mientras se enfrenta a inquietantes dilemas sobre la pena y el perdón, la identidad y la lealtad, la política y el amor. 
El día de la iniciación, lo normal es celebrar la victoria con la facción elegida; por desgracia, en el caso de Tris, el día acaba de formar atroz. El conflicto entre las facciones y sus distintas ideologías se intensifica, y la guerra acecha en el horizonte. El peligro en tiempos de guerra es que se debe escoger un bando, desvelar secretos... y las consecuencias de cada elección se convierten en algo aún más irrevocable y poderoso.  Transformada por sus decisiones, pero también por los nuevos descubrimientos, los cambios en sus relaciones personales, la pena y la culpa que la obsesionan, Tris debe abrazar su divergencia por completo, aunque eso le suponga pérdidas insuperables.

## Recepción
Insurgente recibió críticas positivas de los críticos, principalmente. La página web de GoodReads clasificó a la novela con un puntaje de 4.30 de 5, basado en 15 445 reseñas. Además, fue ganadora a GoodReads Choice Edwards 2012, como Mejor Historia de Ciencia Ficción para Adultos Jóvenes. Publishers Weekly escribió: "Roth sabe escribir. Así que, aunque este segundo libro de la trilogía comenzó con Divergente se siente como un puente necesario entre la historia inquietante que ella creó en el libro uno y la alusión al caos del tercer libro".

## Adaptación cinematográfica
El 7 de mayo de 2013, Summit Entertainment reveló que una secuela basada en Insurgent, ya estaba en pruebas. Brian Duffield, escritor de Jane Got a Gun, fue contratado para escribir el guion. El 11 de febrero de 2014, se anunció que Akiva Goldsman había sido contratado para reescribir el guion de Duffield y que Robert Schwentke tomaría el lugar de Neil Burger como director de la próxima entrega. El 21 de marzo de 2014, Lionsgate dio luz verde oficial de la adaptación cinematográfica de Insurgente.